# (192) Навсикая
(192) Навсика́я (др.-греч. Ναυσικάα) — довольно крупный астероид главного пояса, принадлежащий к светлому спектральному классу S. Он был открыт 17 февраля 1879 года австрийским астрономом Иоганном Пализой в обсерватории города Пула и назван в честь Навсикаи, дочери Алкиноя (царя феаков) и Ареты, героини поэмы Гомера «Одиссея», согласно древнегреческой мифологии.

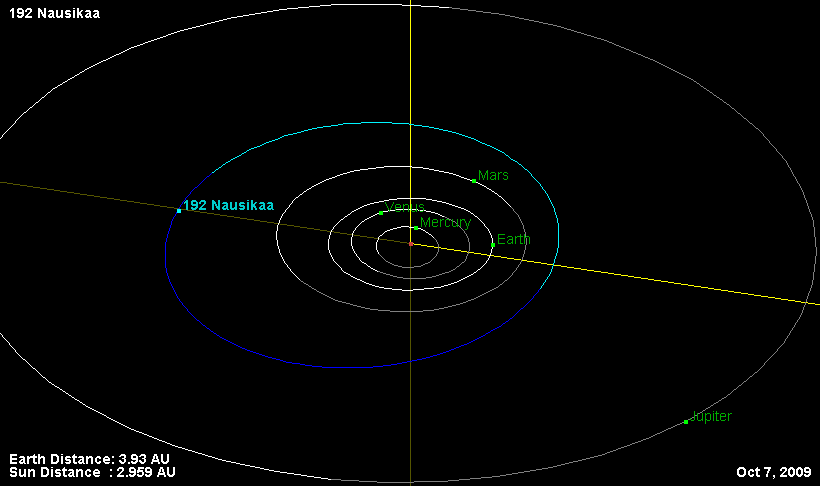
Орбита астероида Навсикая и его положение в Солнечной системе

Судя по кривым блеска, этот астероид неправильной формы, но и не слишком вытянутый. Кроме того, по неподтверждённым данным, он может иметь свой собственный спутник. Покрытие звёзд этим астероидом было зафиксировано в 1998 году в США.